# Alte Pfarrkirche Weerberg

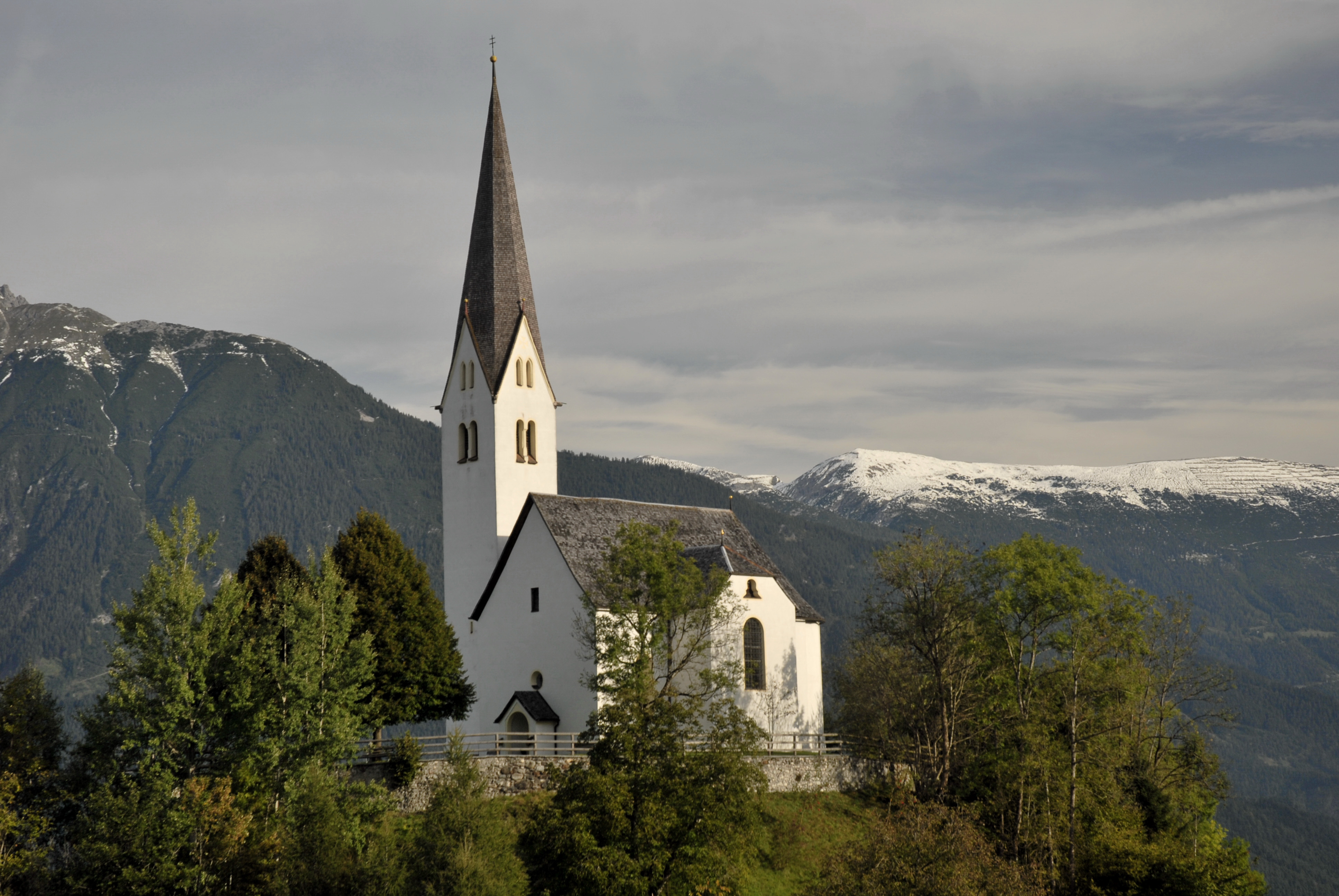
Alte Pfarrkirche hl. Petrus in Weerberg

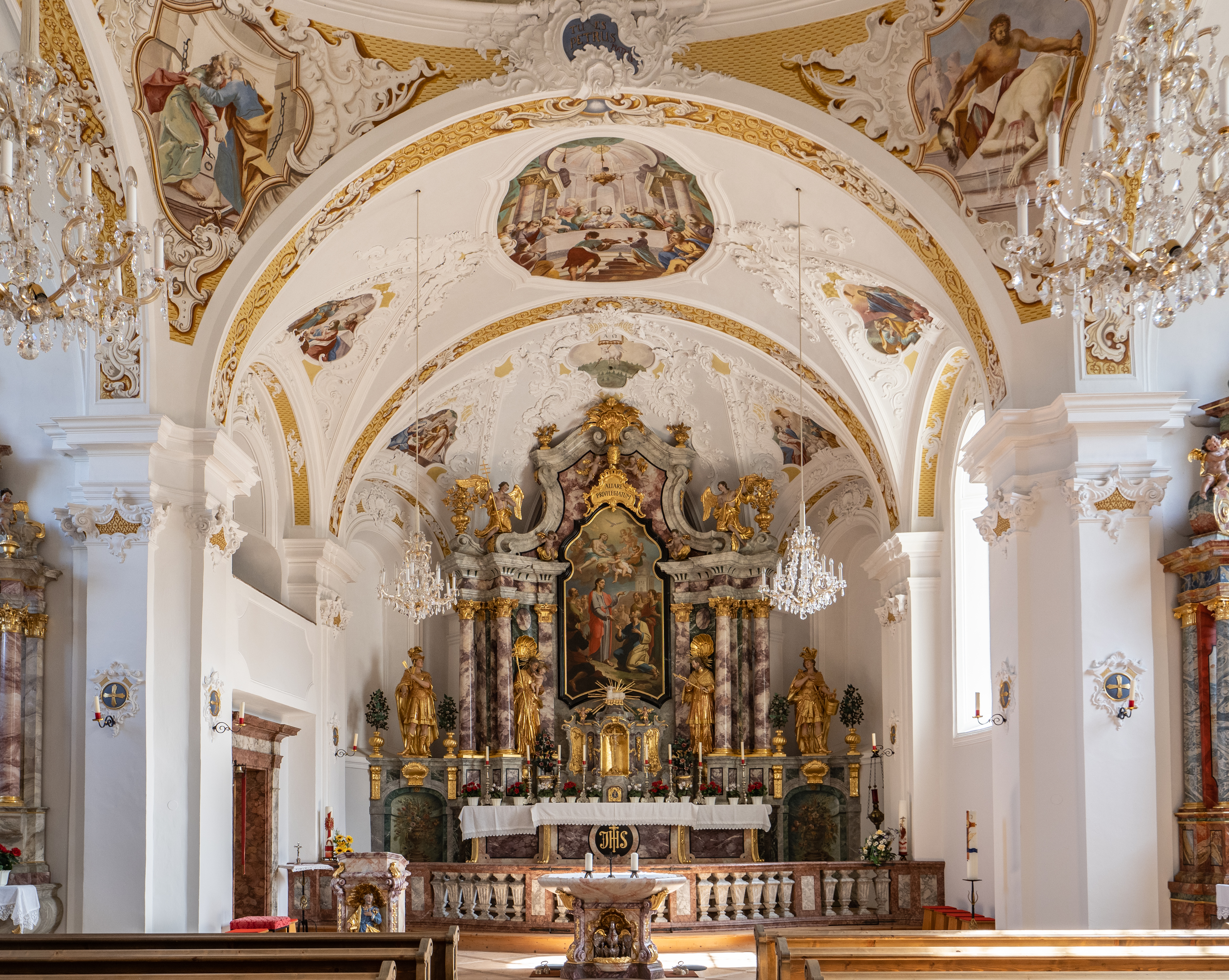
Blick zum Altarraum

Die römisch-katholische Alte Pfarrkirche Weerberg steht weithin sichtbar auf einem Hügel am Rand einer Terrasse in freier Lage in der Gemeinde Weerberg im Bezirk Schwaz im Bundesland Tirol. Die dem Patrozinium des hl. Petrus unterstellte Pfarrkirche gehört zum Dekanat Schwaz in der Diözese Innsbruck. Die Kirche und der Friedhof stehen unter Denkmalschutz (Listeneintrag).

## Geschichte
1754 bestand eine Kuratie und 1891 eine Pfarre.
Von der 1441 erbauten Kirche ist der gotische Turm erhalten. Das barocke Kirchenschiff wurde 1744/1745 nach den Plänen von Franz de Paula Penz erbaut. Vom barocken Kirchenschiff ist nur noch ein Joch erhalten, der Rest wurde 1870 abgetragen.

## Architektur
Der gotische Nordturm hat gekoppelte Schallfenster und trägt einen Spitzhelm. Das erhaltene Joch des Langhauses hat eine Stichkappentonne, ein breites Querschiff mit einer mittigen Flachdecke hat seitliche Kapellen mit Quertonnen und geschweifte Oberlichten. Der zweijochige Chor unter einer Stichkappentonne hat einen Halbkreisschluss. Die Wände des Kircheninneren zeigen Rocaillestuck.
Die Fresken malte Josef Jais 1745, im Chor mit der Darstellung des Abendmahls, im Querschiff Schlüsselübergabe, Vermählung Mariens, hl. Theresia und im Schiff Verklärung Christi.

## Einrichtung
Der barocke Hochaltar zeigt das Altarbild Petrus kniet vor Christus von Josef Anton Zoller 1784 und trägt die Figuren der Heiligen Georg, Florian, Josef und Johannes Nepomuk. Die Seitenaltäre tragen keine Bilder und Figuren.
Den Kreuzweg schuf Anton Balthasar Moser 1773.
Eine Glocke nennt Gerhard Benningk 1614.